# Giancarlo Judica Cordiglia
Giancarlo Judica Cordiglia (San Maurizio Canavese, 30 september 1971) is een Italiaans acteur en televisie-, film- en toneelregisseur.
Hij is in Italië vooral bekend door zijn rol van kabouter Ronfo in het kinderprogramma Melevisione van de Italiaanse televisiezender Rai 3.